# Murakumo (tàu khu trục Nhật) (1928)
Murakumo (tiếng Nhật: 叢雲) là một tàu khu trục hạng nhất của Hải quân Đế quốc Nhật Bản, thuộc lớp Fubuki bao gồm hai mươi bốn chiếc, được chế tạo sau khi Chiến tranh Thế giới thứ nhất kết thúc. Khi được đưa vào hoạt động, những con tàu này là những tàu khu trục mạnh mẽ nhất thế giới. Chúng phục vụ như những tàu khu trục hàng đầu trong những năm 1930, và tiếp tục là những vũ khí lợi hại trong cuộc Chiến tranh Thái Bình Dương. Murakumo đã tham gia nhiều trận hải chiến trong những năm đầu tiên của chiến tranh, và đã bị không kích đánh chìm ngày 12 tháng 10 năm 1942 phía Tây Bắc đảo Savo trong Chiến tranh Thế giới thứ hai.

## Thiết kế và chế tạo
Việc chế tạo lớp tàu khu trục Fubuki tiên tiến được chấp thuận vào năm tài chính 1923 như một phần của chương trình có tham vọng cung cấp cho Hải quân Đế quốc Nhật Bản một ưu thế về chất lượng so với những tàu chiến hiện đại nhất của thế giới. Khả năng thể hiện của lớp Fubuki là một bước nhảy vọt so với các thiết kế tàu khu trục trước đó, nên chúng được gọi là các “tàu khu trục đặc biệt” (tiếng Nhật: 特型 - Tokugata). Kích thước lớn, động cơ mạnh mẽ, tốc độ cao, bán kính hoạt động lớn và vũ khí trang bị mạnh chưa từng có khiến cho các tàu khu trục này có được hỏa lực tương đương nhiều tàu tuần dương hạng nhẹ của hải quân các nước khác. Murakumo được chế tạo tại xưởng đóng tàu Fujinagata Shipyard tại Osaka được đặt lườn vào ngày 25 tháng 4 năm 1927. Nó được hạ thủy vào ngày 27 tháng 9 năm 1928 và đưa ra hoạt động vào ngày 10 tháng 5 năm 1929. Nguyên được dự định mang số hiệu đơn giản là "Tàu khu trục số 39", nó được hoàn tất dưới tên gọi Murakumo.

## Lịch sử hoạt động
Khi hoàn tất, Murakumo được phân về Hải đội Khu trục 12 thuộc Hạm đội 2 Hải quân Đế quốc Nhật Bản. Trong cuộc Chiến tranh Trung-Nhật, Murakumo được phân công tuần tra dọc theo bờ biển miền Trung Trung Quốc, và đã tham gia vào việc Chiếm đóng Đông Dương thuộc Pháp vào năm 1940.
Vào lúc xảy ra cuộc tấn công Trân Châu Cảng, Murakumo được phân về Hải đội Khu trục 12 của Đội khu trục 3 thuộc Hạm đội 1 Hải quân Đế quốc Nhật Bản và được bố trí từ Quân khu Hải quân Kure đến cảng Samah trên đảo Hải Nam. Từ ngày 4 đến ngày 12 tháng 12 năm 1941, Murakumo hỗ trợ cho cuộc đổ bộ lực lượng Nhật Bản lên Kota Bharu tại Malaya. Từ ngày 16 tháng 12, Murakumo được phân công hỗ trợ cho các cuộc đổ bộ lực lượng Nhật Bản lên Borneo. Trong chiến dịch này, Murakumo đã tấn công tàu ngầm Hà Lan K-XVI bằng mìn sâu sau khi chiếc tàu ngầm phóng ngư lôi vào tàu khu trục Sagiri. Mặc dù Murakumo báo cáo rằng nó đã đánh chìm được K-XVI, chiến công này sau đó được ghi cho tàu ngầm Nhật I-66.
Vào tháng 2 năm 1942, Murakumo nằm trong thành phần hộ tống cho tàu tuần dương hạng nặng Chokai trong các chiến dịch chiếm đóng Banka-Palembang và quần đảo Anambas. Sau đó Murakumo gia nhập lực lượng chiến đóng Tây Java, và đã hiện diện trong trận chiến eo biển Sunda vào ngày 1 tháng 3, trợ giúp vào việc đánh chìm tàu tuần dương Australia HMAS Perth và tàu tuần dương Hoa Kỳ USS Houston.
Vào ngày 10 tháng 3, Murakumo được phân về Hải đội Khu trục 20 của Đội khu trục 3 thuộc Hạm đội 1, và sau đó đã tham gia vào lực lượng chiếm đóng phía Bắc Sumatra vào ngày 12 tháng 3 và chiếm đóng quần đảo Andaman vào ngày 23 tháng 3. Từ ngày 13 đến ngày 22 tháng 4, Murakumo đi ngang qua Singapore và vịnh Cam Ranh quay trở về Xưởng hải quân Kure để bảo trì.
Vào ngày 4-5 tháng 6, Murakumo tham gia trận Midway trong thành phần lực lượng chính của Đô đốc Yamamoto Isoroku. Đến tháng 7 năm 1942, Murakumo lên đường từ Amami-Oshima đến quân khu bảo vệ Mako, Singapore, Sabang và Mergui nhằm chuẩn bị cho một cuộc không kích Ấn Độ Dương thứ hai. Kế hoạch này bị hủy bỏ do việc lực lượng Đồng Minh đổ bộ lên Guadalcanal, và Murakumo được gửi đến Truk. Từ tháng 8 trở đi, Murakumo được sử dụng cho các nhiệm vụ “Tốc hành Tokyo”, những chuyến đi vận chuyển tốc độ cao, trong khu vực quần đảo Solomon. Trong một chuyến đi như vậy vào ngày 4-5 tháng 9, Murakumo đã trợ giúp vào việc đánh chìm USS Gregory và USS Little.
Trong một nhiệm vụ khác vào ngày 11 -12 tháng 10 năm 1942, trong khi tìm cách trợ giúp chiếc tàu tuần dương Furutaka sau trận chiến mũi Esperance, Murakumo bị máy bay Đồng Minh tấn công. Ba quả bom đã ném suýt trúng, rồi một quả ngư lôi và một quả bom đánh trúng đã làm cho chiếc tàu khu trục không thể điều khiển và bốc cháy, và khiến 22 thủy thủ tử trận. Tàu khu trục Shirayuki đã vớt những người sống sót, bao gồm thuyền trưởng của Murakumo là Thiếu tá Higashi, rồi phóng ngư lôi đánh đắm Murakumo ở khoảng 167 km (90 hải lý) về phía Tây Bắc đảo Savo, ở tọa độ 08°40′N 159°20′Đ / 8,667°N 159,333°Đ.
Vào ngày 15 tháng 11 năm 1942, Murakumo được rút khỏi danh sách Đăng bạ Hải quân.

## Danh sách thuyền trưởng
- Trung tá Nobuo Yanagihara (sĩ quan trang bị trưởng): 20 tháng 10 năm 1928 - 10 tháng 5 năm 1929
- Trung tá Nobuo Yanagihara: 10 tháng 5 năm 1929 - 30 tháng 11 năm 1929
- Thiếu tá Shigeru Yokoyama: 30 tháng 11 năm 1929 - 1 tháng 12 năm 1930
- Thiếu tá Keizo Sato: 1 tháng 12 năm 1930 - 31 tháng 10 năm 1931
- Thiếu tá Kiyogo Takeda: 31 tháng 10 năm 1931 - 1 tháng 12 năm 1932
- Trung tá Teruo Akiyama: 1 tháng 12 năm 1932 - 15 tháng 11 năm 1935
- Thiếu tá Seiroku Murayama: 15 tháng 11 năm 1935 - 1 tháng 7 năm 1936
- Trung tá Kakuro Mutaguchi: 1 tháng 7 năm 1936 - 1 tháng 11 năm 1936
- Thiếu tá Iwata Yamamoto: 1 tháng 11 năm 1936 - 15 tháng 12 năm 1938; thăng Trung tá 1 tháng 12 năm 1937
- Thiếu tá Magatarou Koga: 15 tháng 12 năm 1938 - 1 tháng 12 năm 1939
- Thiếu tá Seiji Nakasugi: 1 tháng 12 năm 1939 - 10 tháng 4 năm 1941
- Thiếu tá Hideo Higashi: 10 tháng 4 năm 1941 - 12 tháng 10 năm 1942